# Padang Lebar (Seginim)
Padang Lebar is een bestuurslaag in het regentschap Bengkulu Selatan van de provincie Bengkulu, Indonesië. Padang Lebar telt 149 inwoners (volkstelling 2010).